# Ольга Васильківна
О́льга Васи́льківна (після 1247 — 1288) — руська князівна, княгиня чернігівська (1259—1288). Представниця дому Романовичів, гілки Волинських Мономаховичів із династії Рюриковичів. Донька володимирського князя Василька Романовича. Небога руського короля Данила. Дружина чернігівського князя Андрія Всеволодовича (з 1259).